# Caractères fantômes
Les caractères fantômes (幽霊文字, yūrei moji) sont des kanji qui ont été inclus dans la liste du Japanese Industrial Standard, JIS X 0208, mais dont on ignore la provenance ou la signification, et qui ne correspondent à aucun usage connu. Parmi les 6,355 kanji du standard, 12 d'entre eux sont des caractères fantômes.

## Origine du terme

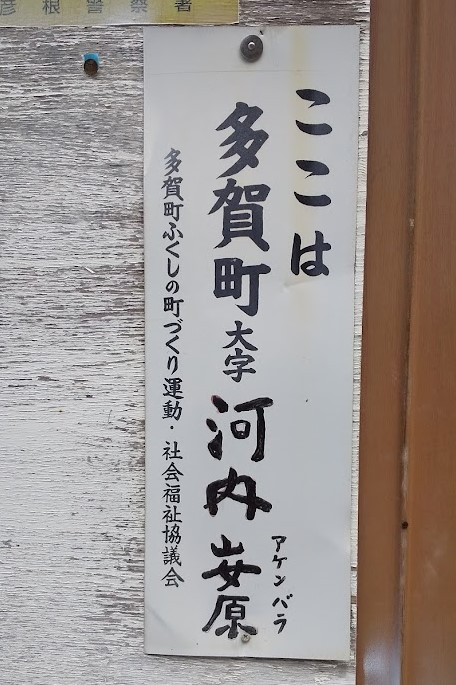
Panneau d'adresse pour Akenbara (𡚴原, Oaza-Kawachi 大字河内, ville de Taga 多賀町). Le kanji fantôme « 妛 » est potentiellement une écriture fautive de « 𡚴 ».

En 1978, le ministère japonais du Commerce et de l'Industrie fit établir une liste standard des caractères utilisés pour écrire la langue japonaise : la norme JIS C 6226 (qui devint par la suite JIS X 0208).
Cette norme fait notamment l'inventaire des kanjis nécessaires pour écrire le japonais, répartis sur deux listes de niveau 1 et 2. Cet ensemble de caractères est appelé « Kanjis de base JIS ». À l'époque, les rédacteurs du standard se sont appuyés sur quatre sources pour établir la liste la plus complète possible, notamment pour permettre l'écriture des noms propres :
1. Tableau des codes Kanji standard (ébauche) : Comité des codes Kanji de l'IPSJ (1971)
2. Liste nationale des districts administratifs : Société géographique du Japon (1972)
3. Tableau des noms de famille de Nippon Seimei : Nippon Life (1973)
4. Kanjis de base pour le traitement de l'information administrative : Agence de gestion administrative (1975)

Au moment où la liste a été établie, la provenance de chaque caractère n’était pas toujours claire, certains caractères avaient des significations ou usages inconnus. Le terme « caractère fantôme » est dérivé de « mot fantôme », qui désigne un mot ayant été inclus dans un dictionnaire ou autre ouvrage de référence mais qui ne repose pas sur l'usage existant (par exemple à la suite d'une faute d'orthographe). Les kanji fantômes les plus couramment cités, « 妛 » et « 彁 » n'ont par exemple jamais été mentionnés dans les anciens recueils de caractères chinois tels que le dictionnaire Kangxi ni dans le Dai Kan-Wa Jiten, une collection complète de livres de caractères anciens.
En 1997, le comité de rédaction de la norme révisée, dirigé par son président, Koji Shibano, et Hiroyuki Sasahara de l'Institut national de langue et de linguistique japonaises, revisita les sources originales de la liste de 1978, et démontra que de nombreux caractères considérés comme fantômes étaient en fait des kanji utilisés dans un ou plusieurs toponymes mais étaient tombés hors d'usage.
Selon l'enquête, avant l'élaboration de la norme de 1978, l'Agence de gestion administrative avait rassemblé dès en 1974 huit listes de kanji (dont faisaient partie les sources 1 à 3 suscitées), intitulées « Fréquence d'utilisation et résultats de l'analyse de correspondance des caractères kanji pour la sélection de caractères kanji standard pour le traitement de l'information administrative ». Cette collection contenait en outre une indication des sources originales de chaque caractère.
De nombreux caractères considérés comme fantômes avaient en réalité une source originale (par exemple dans des liste de noms établis par des compagnies d'assurances ou par l'annuaire téléphonique de NTT, mais ces sources secondaires n'avaient pas été référencé à la liste des caractères Kanji pour les noms personnels. L'absence ou l'ignorance des sources originales au moment de la rédaction de la première norme a pu conduire à considérer de nombreux caractères comme fantômes.
Cependant, après l'enquête de 1997, il reste 12 caractères non identifiés, dont 3 semblent être des erreurs d'écriture, 8 autres apparaissent, peut être par coïncidence, dans d'anciens dictionnaires chinois ou japonais, sans que l'on puisse être certain de leur signification ou de leur prononciation. Quant au dernier caractère « 彁 », il n'apparaît dans aucune source connue.
Bien qu'ils soient inusités, ces caractères sont inclus dans le standard Unicode qui a repris les normes du JIS. Puisque la politique d'Unicode est de ne jamais supprimer de caractères de ses listes, il est donc quasiment impossible ces caractères erronés puissent être retirés des standards existants.

## Liste des caractères fantômes

### Caractères identifiés
L'origine des caractères ci-dessous a été identifiée lors de la révision de 1997, notamment dans l'annexe 7 du standard JIS X 0208:1997
Le standard inclut les détails des sources pour 72 caractères dont les sources ont été identifiées, principalement celles qui ne sont pas répertoriées dans le Dai Kan-Wa Jiten de Morohashi et le Shin Jigen de Kadokawa. Cependant, cela inclut également les caractères qui se sont avérés mal orthographiés par les sources originales.
L'enquête liste 72 caractères comme ayant une source autoritative, mais le texte détaillé ne répertorie pas « 鰛(82-60) », et bien que « 幤 (54-82) » soit marqué comme sourcé il n'est pas répertorié dans la liste de 72 caractères.
Le tableau ci-dessous, contient quelques exemples de ces caractères identifiés, y compris certains dont on sait qu'ils sont des fautes de frappe dans le texte original.
| Caractère | Code  | Source/Usage |
| --------- | ----- | --- |
| 囎        | 51-85 | Présent dans la Liste Nationale des Districts Administratifs, mais n'est plus utilisé . 囎唹郡→曽於郡 (District de Soo), préfecture de Kagoshima.                             |
| 垈        | 52-18 | Présent dans la Liste Nationale des Districts Administratifs : 藤垈 (Fujinuta), 相垈 (Ainuta), 大垈 (Onuta), tous dans la préfecture de Yamanashi.                            |
| 垉        | 52-21 | Présent dans la Liste Nationale des Districts Administratifs. 垉六 (Horoku), préfecture d' Aichi.                                                                             |
| 堽        | 52-46 | Présent dans la Liste Nationale des Districts Administratifs 堽内→堤内 (Hisagiuchi), préfecture d'Oita.                                                                       |
| 岾        | 54-19 | Présent dans la Liste Nationale des Districts Administratifs. 広岾町 (Hiroyama-cho)→広帖町 (Kouchou-cho), préfecture de Kyoto.                                                |
| 恷        | 55-78 | Présent dans la liste de noms de famille de Nippon Seimei et dans l'annuaire téléphonique NTT.                                                                                |
| 档        | 59-67 | Présent dans la Liste Nationale des Districts Administratifs. 档ヶ山 (Mt. Mategayama), préfecture de Kagoshima.                                                               |
| 椡        | 60-17 | Présent dans la Liste Nationale des Districts administratifs. 三ツ椡 (Mitsukunugi), préfecture de Niigata.                                                                    |
| 橸        | 60-81 | Présent dans le Dictionaire des Noms de Lieux japonais. 石橸 (Ishidaru), préfecture de Shizuoka.                                                                              |
| 汢        | 61-73 | Présent dans la Liste Nationale des Districts Administratifs. 汢の川 (Nutanokawa), préfecture de Kochi.                                                                       |
| 碵        | 66-83 | Présent dans la liste de noms de famille de Nippon Seimei et dans l'annuaire téléphonique NTT.                                                                                |
| 穃        | 67-46 | Présent dans la Liste Nationale des Districts Administratifs, faute d'orthographe par rapport à la source originale : 穃原→榕原 (Youbaru), préfecture d'Okinawa.              |
| 粐        | 68-68 | Présent dans la Liste Nationale des Districts Administratifs. 粐蒔沢 (Nukamakizawa), préfecture d'Akita.                                                                      |
| 粭        | 68-70 | Présent dans la Liste Nationale des Districts Administratifs. 粭島 (Sukumojima), préfecture de Yamaguchi.                                                                     |
| 粫        | 68-72 | Présent dans la Liste Nationale des Districts Administratifs, faute d'orthographe par rapport à la source originale. 粫田 (Uruchida)→糯田 (Mochida), préfecture de Fukushima. |
| 糘        | 68-84 | Présent dans la Liste Nationale des Districts Administratifs. 糘尻 (Sukumojiri), préfecture d'Hiroshima.                                                                      |
| 膤        | 71-19 | Présent dans la Liste Nationale des Districts Administratifs. 膤割 (Yukiwari), préfecture de Kumamoto.                                                                        |
| 軅        | 77-32 | Présent dans la Liste Nationale des Districts Administratifs, n'existe plus. 軅飛(Takatobu)→鷹飛(Takatobi), préfecture de Fukushima.                                          |
| 鍄        | 78-93 | Présent dans la Liste Nationale des Districts Administratifs. 小鍄 (Kogasugai), préfecture de Yamagata.                                                                       |
| 鵈        | 82-94 | Présent dans la Liste Nationale des Districts Administratifs, faute d'orthographe par rapport à la source originale 鵈沢 (Misagosawa, 鵃沢), préfecture de Fukushima.         |

### Caractères de sources inconnues
La norme JIS X 0208:1997 indique les 12 caractères du tableau ci-dessous comme « Autorité inconnue », « Inconnu » ou « Non identifiable » car il n'est pas certain laquelle des quatre listes de kanji susmentionnées est la source des caractères.
Aucun de ces caractères n'ayant un usage connu, leur prononciation est purement hypothétique.
| Caractère | Code  | Prononciation supposé | Source potentielle | Apparitions dans d'autres documents                                                                                                |
| --------- | ----- | --------------------- | --- | --- |
| 墸        | 52-55 | チョ cho              | Origine inconnue. | Présent dans le Jiyun abrégé, possiblement une faute d'orthographe.                                                                |
| 壥        | 52-63 | デン den              | Origine inconnue, peut être une écriture fautive de "㕓". | Présent dans le Wagokuhen. |
| 妛        | 54-12 | シ shi                | La Liste Nationale des Districts Administratifs est citée comme source, mais ce caractère n'est pas présent. Pourrait être une écriture fautive de "𡚴".     | Présent dans Jikyōshū abrégé, possiblement une faute d'orthographe.                                                                |
| 彁        | 55-27 | カ ka セイ sei        | Origine inconnue. Pourrait être une écriture fautive de "彊" ou autre caractère proche.                                                                      | Inconnu. |
| 挧        | 57-43 | ウ u トチ tochi       | La Liste Nationale des Districts Administratifs est citée comme source, mais ce caractère n'est pas présent. Pourrait être une écriture fautive de "栩" etc. | Présent dans le Zhonghua Zihai. |
| 暃        | 58-83 | ヒ hi                 | La Liste Nationale des Districts Administratifs est citée comme source, mais ce caractère n'est pas présent. Pourrait être une écriture fautive de "杲" etc. | Présent dans le Hokke Sandaibu Nanjiki, pourrait être une variante de "罪".                                                        |
| 椦        | 59-91 | ケン ken              | La Liste Nationale des Districts Administratifs est citée comme source, mais ce caractère n'est pas présent. Pourrait être une écriture fautive de "橳" etc. | Présent dans leYiqiejing yinyi. |
| 槞        | 60-57 | ル ru ロウ rou        | La Liste Nationale des Districts Administratifs est citée comme source, mais ce caractère n'est pas présent. Pourrait être une écriture fautive de "境".     | Présent dans 宋元以來俗字譜 (ja) ("Calligraphie populaire depuis la dynastie Song et Yuan"), publié par l'Academia Sinica en 1930. |
| 蟐        | 74-12 | ジョウ jou モム momu  | Les Kanjis de base pour le traitement de l'information administrative sont cités comme source, mais ce caractère n'est pas présent.                          | Présent dans le Shinsen Jikyō. |
| 袮        | 74-57 | ネ ne ナイ nai        | La Liste Nationale des Districts Administratifs est citée comme source, mais ce caractère n'est pas présent. Pourrait être une écriture fautive de"祢".      | Shinsen Jikyō, Ruiju Myōgishō entre autres.                                                                                        |
| 閠        | 79-64 | ギョク gyoku ニン nin | La Liste Nationale des Districts Administratifs est citée comme source, mais ce caractère n'est pas présent. Pourrait être une écriture fautive de "閏".     | Listé dans le Guangyun, mais il s'agit sans doute d'une faute.                                                                     |
| 駲        | 81-50 | シュウ shu ジュン jun | La source citée est le Nihon Seimei Jinmei Chart, mais celle-ci est introuvable                                                                              | Présent dans le Ruiju Myōgishō. |

### Erreurs d'écritures
On pense que certains caractères de source inconnue ont été mal écrits par les rédacteurs de la norme.
- Il est possible que « 壥 » ait été mal écrit car « 㕓 », qui est similaire à « 壥 », n'est pas inclus dans la norme des kanjis de base du JIS. « 㕓 » n'est pas non plus inclus dans la norme JIS X 0213.
- Il est possible que « 妛 » ait été mal orthographié, car « 𡚴 », similaire à « 妛 », ne figure pas dans les kanji de base JIS. On suppose que l'apparition d'une barre horizontale ne figurant pas sur le caractère original serait due à une erreur d'impression, le caractère ayant été créé par copier-coller de deux parties différentes[35],[36]
- Il est possible que « 椦 » ait été mal écrit car « 橳 », qui est similaire à « 椦 », n'est pas inclus dans la liste de Kanji de base.

## Traitement dans les dictionnaires
Les dictionnaires parus depuis la publication de la liste du JIS ont inclus tous les caractères de cette liste, y compris les fantômes ; en les traitant de manière particulière selon les publications et les caractères.

### Prononciations hypothétiques
Il est souvent attribué une lecture phonétique à tous les kanjis de la liste du JIS. Certains dictionnaires répertorient également ces prononciations hypothétiques. Elles pourraient provenir d'un rapport de recherche de l'Association japonaise des industries de l'électronique et des technologies de l'information (1982) et de documents publiés par NEC (1982) et IBM Japon (1983).

### Variantes
Certains dictionnaires répertorient les caractères fantômes comme des variantes, par exemple« 駲 » comme variante de « 馴 » et « 軅 » comme variante de « 軈 » sans fournir de justifications.
Le caractère « 妛 » peut être une faute de frappe du caractère très similaire « 𡚴 " (le "山" supérieur devient "屮"), et on le trouve dans le dictionnaire Dai Kan-Wa Jiten et Kangxi. Ceci est également introduit dans l'enquête JIS X 0208:1997 avec un exemple de fusion implicite avec une source faisant autorité. Ces deux caractères sont également fusionnés dans le même point de code dans Unicode.

### Interprétations individuelles
Puisque « 竜 » est une variante de « 龍 », il existe une hypothèse selon laquelle « 槞 » est une variante de « 櫳 ».  Certains dictionnaires considèrent que « 鵈 » = « 耳 (oreille) » + « 鳥 (oiseau) » est le caractère désignant les milans noirs. 

### Marqué comme inconnu
La publication des résultats de l'enquête de 1997 a été généralement adoptées dans les dictionnaires. Le Dai Kan-Wa Jiten a publié un volume supplémentaire en 2000 ; les caractères 垈, 垉, 岾, 橸, 汢, 粭, 糘, 膤, 軅 et 鵈 y ont été enregistrées. Le Shin Jigen (nouvelle source de caractères) de Kadokawa a été révisé en 2017 pour inclure toutes les normes JIS 1 à 4, y compris les caractères fantômes.

## Caractères résiduels
| Unicode 1.1 | JIS X 0208 (Japon) | GB2312 (Chine continentale) | CNS 11643 (République de Chine à Taiwan) | KS C 5601 (Corée du Sud) |
| ----------- | ------------------ | --------------------------- | ---------------------------------------- | ------------------------ |
| 妛 U+599B   | 妛 (562C)          | 妛 (265A)                   | 妛 (2553)                                | -                        |
| 閠 U+95A0   | 閠 (6F60)          | 閠 (4368)                   | 閠 (457B)                                | -                        |
| 岾 U+5CBE   | 岾 (5633)          | 岾 (7D5A)                   | -                                        | 岾 (6F40)                |

Les caractères chinois (dont font partie les kanji) se sont diffusés dans tous les pays d'Asie orientale depuis l'antiquité principalement par l'écriture. Il existe donc des variantes locale à un pays ou une région. Unicode n'a pas nécessairement encodé toutes les variantes sur différents points de code.
La nature des sinogrammes fait qu'il est possible de créer de nouveaux caractères par assemblage d'éléments provenant de caractères existant. Historiquement, plusieurs caractères identiques sont apparus indépendamment dans différents pays, avec des sens parfois similaires et parfois différents.
Par exemple, on suppose que le caractère fantôme japonais « 妛 » était à l'origine simplement « 𡚴 », qui est une combinaison de « 山 » et « 女 », mais avec un « 一 » accidentel entre les deux. D'autre part, il existe un caractère utilisé en Chine «妛" qui est une combinaison de "屮", "一" et "女" (et qui est également une variante de "媸"). Ces deux caractères sont très semblables en apparence, mais leur ressemblance est une pure coïncidence.
Cependant, c'est le caractère japonais 妛 qui a été inclus dans Unicode, bien qu'il s'agisse d'une erreur.
De plus, le caractère fantôme japonais « 閠 » (dont la partie inférieure est « 玉 ») est considéré comme une faute d'orthographe de « 閏 » (où la partie inférieure est « 王 »). (Un manuscrit du XVIe siècle du Wagokuhen japonais du XVe siècle comporte également le caractère « 閠 », mais il s'agit d'un exemple isolé.) D'autre part, le caractère chinois en Chine « 閠 » est une sorte de variante de « 閏 », qui n'est pas une faute d'orthographe.  Ceci a également été unifié dans Unicode.
Le caractère fantôme japonais « 岾 » pourrait être un Kokuji (un kanji uniquement présent en japonais) signifiant montagne chauve, et était à l'origine une faute d'orthographe de « 岵 ». Le même caractère est également apparu en Corée, signifiant un col montagneux.  Les deux utilisant le même point de code Unicode.

## Usages contemporains
Depuis la publication de la norme, les caractères fantômes font parfois leur apparition dans des nouveaux documents.
Le «祢宜 », le titre du directeur adjoint d'un sanctuaire japonais, est parfois écrit à tort comme «袮宜 » (en utilisant le radical 衣au lieu de 示). Dans certains cas, le nom de famille japonais «栩谷 » est confondu avec «挧谷 » (en utilisant le radical手au lieu de 木).
Le folkloriste japonais Motoji Niwa a introduit le nom de famille «妛芸凡 » (Akiōshi) dans son livre.
La base de données du journal Asahi Shimbun contenait le nom « 埼玉自彊会 » imprimé dans l'édition du 23 février 1923, mais lors de la numérisation, il a été incorrectement reconnu comme « 埼玉自彁会 », ce qui a été corrigé depuis.

### Dans les fictions
La série télévisée tokusatsu Gosei Sentai Dairanger présente un personnage nommé « 嘉挧 » (Kaku). Son nom est inspiré de l'homme d'État chinois Jia Xu (賈詡), mais les caractères ont été remplacés par des caractères fantômes car le caractère « 詡 » n'est pas enregistré dans JIS X 0208.
Le roman policier 5A73, de l'écrivain Yuji Yomisaka, commence par une série de meurtres dans lesquels le caractère fantôme « 暃 » est écrit sur les corps des victimes.
Le jeu musical Beatmania IIDX comprend une chanson intitulée "閠槞彁の願い" qui utilise des caractères fantômes. Selon les commentaires sur la chanson, la prononciation est « imprononçable pour les humains » et est provisoirement appelée « Gyokurōka no Negai » (ぎょくろうかのねがい), qui est la lecture ateji des personnages fantômes.

## Cas semblables dans Unicode
Les idéogrammes CJK (chinois, japonais et coréen) d'Unicode contiennent d'autres caractères à l'authenticité douteuse provenant d'autres standards que le japonais, et qui sont également désignés comme « caractères fantômes ».
Par exemple, le caractère « 螀 » (U+8780), a également été enregistré dans Unicode du à son inclusion dans l'ensemble primaire chinois du CCITT, pourrait être une erreur typographique.
Le caractère U+237C ⍼ angle droit avec flèche en zigzag vers le bas (HTML : &#9084; Angzarr) est inclus par le fondeur Monotype Imaging dans ses polices mathématiques en 1972 sans justification ni usage existant; il est entré dans Unicode.
Dans le bloc de compatibilité CJK d'Unicode 1.0, il existe une version carrée du mot japonais pour « baht », écrit en katakana. Le mot japonais pour « baht » se dit バーツ (bā tsu). Cependant, le glyphe de référence ‹ ㌬ › correspond à パーツ (pā tsu, de l'anglais « parts »). Le point de code CJK, U+332C ㌬  , fut par la suite rendu obsolète en tant que représentation erronée. L'usage du symbole U+0E3F ฿   doit être préféré,.